# 心の破片
「心の破片」（こころのかけら）は、吉田拓郎のシングルである。1999年5月26日発売。発売元はフォーライフ・レコード。

## 解説
- フジテレビ系列連続ドラマ『傷だらけの女』主題歌[1]。
- 松本隆が作詞を手がけたシングルで、1994年に発売された「恩師よ」以来5作ぶりである。
- この曲が縁でベースを担当した吉田建は『傷だらけの女』にゲスト出演した[1][2]。
- カップリングの「僕達のラプソディ」は前年に発売されたアルバム『Hawaiian Rhapsody』からのシングルカット。

## 収録曲
1. 心の破片
  - 作詞:松本隆 / 作曲：吉田拓郎 / 編曲:武部聡志
2. 僕達のラプソディ
  - 作詞:吉田拓郎 / 作曲・編曲:吉田建・武部聡志
3. 心の破片 (Inst.)